# Los Cabos Fútbol Club
Los Cabos FC es un equipo de fútbol del municipio de Los Cabos, Baja California Sur, que participaba  en la Liga de Balompié Mexicano en la máxima categoría.

## Historia
El equipo nace oficialmente el 21 de julio de 2020 como la decimoctava franquicia fundadora de la nueva Liga de Balompié Mexicano. El 25 de julio se anunció a Joel Sánchez Ramos como director técnico. 
El 16 de octubre de 2020 se presentó el debut oficial del equipo, en el partido derrotaron por 2-1 a los Acaxees de Durango, el club jugó temporalmente en la Unidad Deportiva Leonardo Gastelum al no conseguir construir el estadio temporal que se había anunciado. Christian Pinzón anotó el primer gol en la historia de la institución.
En noviembre el equipo entró en una crisis económica debido a la falta de ingresos derivados de la falta de aficionados como consecuencia de la pandemia de COVID-19, por lo que se buscó vender la franquicia a nuevos propietarios, algo que finalmente no se concretó.
El 1 de diciembre de 2020 la franquicia fue congelada por la Liga debido a los problemas económicos que afectaron a la institución y la falta de unos nuevos propietarios que otorgaran sustento al club, sin embargo, el equipo no perdió sus derechos sobre la plaza, por lo que el club puede regresar en una temporada posterior siempre y cuando cuente con una directiva que pueda sustentar el proyecto deportivo.

## Estadio
En un principio el equipo jugará temporalmente en el Estadio Don Koll con una capacidad de 3,500 espectadores. Sin embargo, posteriormente se decidió crear un estadio provisional con capacidad para 7,000 aficionados el cual llevará por nombre Yenekamu. El recinto provisional será la base para crear la sede oficial del equipo que contará con una capacidad de 20,000 espectadores, el cual se proyecta estar listo en un plazo de año y medio.

## Indumentaria
El 24 de septiembre de 2020 se presentaron los uniformes del club de manera oficial. El uniforme local es una camiseta negra con "manchas" naranjas, mientras que el pantalón y las medias son negras. Por otro lado, la indumentaria visitante consiste en una camiseta blanca con mangas naranjas, la cual se complementa con el short y las calcetas que son de color naranja.